# Ustrój polityczny Wietnamu
Ustrój polityczny Wietnamu – republika jednopartyjna (Komunistyczna Partia Wietnamu) z jednoizbowym parlamentem - Zgromadzeniem Narodowym (głosowanie powszechne, pięcioletnia kadencja). Głową państwa jest prezydent wybierany przez parlament spośród jego członków, na pięcioletnią kadencję. Władzę wykonawczą sprawuje rząd, z premierem na czele.